# Helena Barone
Helena Barone é uma jornalista e apresentadora, natural de Juiz de Fora, Minas Gerais. Ela cursou Comunicação Social/Jornalismo na UFJF. É pós-graduada em Formação Política e Econômica da Sociedade Brasileira pelo (Unicentro Newton Paiva/BH).

## Carreira
Helena trabalhou em rádio e assessoria de imprensa, em Juiz de Fora (MG), antes de se mudar para Divinópolis (MG). Foi no Centro-oeste de Minas que ela começou a carreira na TV Alterosa, como repórter, em 1997. No mesmo ano, foi transferida para Belo Horizonte, também na função de repórter. Foi apresentadora e editora do Jornal da Alterosa 2ª edição, antes de virar âncora do Jornal da Alterosa da hora do almoço. Com Benny Cohen e Helena Barone, o Jornal da Alterosa 1ª Edição chegou à liderança de audiência na hora do almoço, na Grande BH.
Depois de doze anos no Jornal da Alterosa, Helena Barone vai para o Vrum, programa da Alterosa, exibido em rede nacional pelo SBT. Em 2009, depois de ser aprovada em concurso público como jornalista da Assembleia Legislativa, Helena deixa a Alterosa.  Atualmente, trabalha na TV Assembléia.

### Trabalhos na TV Alterosa
- Jornal da Alterosa - 1ª Edição - Âncora
- Jornal da Alterosa - 2ª Edição - Âncora
- Vrum - Redatora e repórter

### Trabalhos na TV Assembleia
- Assembleia Debate - redatora e diretora
- Sala de Imprensa - redatora e diretora
- Repórter Assembleia - editora e apresentadora